# Organisation territoriale du Togo
L’organisation territoriale du Togo est le cadre structurant de l’administration du pays, réparti en subdivisions administratives qui favorisent une gestion décentralisée et coordonnée. Le Togo est organisé en régions, préfectures, communes et cantons, formant un système territorial qui repose à la fois sur l’autorité déconcentrée de l’État et sur des collectivités locales dotées d’une certaine autonomie. Les lois sur la décentralisation, notamment celles adoptées en 2007 et révisées en 2019, ont renforcé la participation citoyenne et le rôle des collectivités locales dans la gestion des affaires publiques, tout en maintenant un contrôle étroit de l’État pour assurer la cohésion nationale et l’égalité devant la loi. Les préfectures servent de circonscriptions administratives dirigées par des préfets représentant l'État, tandis que les communes sont administrées par des conseils municipaux élus, jouant un rôle clé dans le développement local.
Cette organisation résulte d’une évolution historique marquée par la colonisation, qui a introduit les premières bases administratives modernes, suivie par des réformes post-indépendance visant à adapter le modèle aux réalités nationales.

## Histoire
Le Togo, situé en Afrique de l'Ouest, est un État unitaire qui a développé au fil des ans un système d'organisation territoriale complexe. Cette organisation est marquée par une forte centralisation, tout en ayant initié des réformes de décentralisation pour mieux gérer les besoins locaux. Il s'agit d'un État centralisé, où le pouvoir exécutif est très concentré au niveau du gouvernement central à Lomé, la capitale. Cependant, des réformes successives ont progressivement introduit des éléments de décentralisation. Le processus de décentralisation, amorcé dans les années 1990 et qui s'est intensifié au XXIe siècle, a pour but d’accroître l'autonomie des collectivités territoriales et d’améliorer la gestion des services publics.

### Le Togo, un État unitaire
Le Togo est un État unitaire, où tous les citoyens sont soumis à une autorité centrale. Le pouvoir de décision émane principalement de l’État central, représenté par le gouvernement à Lomé. Ce modèle repose sur l’existence d’une seule constitution qui régit l’ensemble du pays et impose des lois communes à tous les citoyens, qu'ils soient à Lomé ou dans les régions périphériques du pays. Ce système est caractérisé par une faible autonomie des collectivités locales, qui sont fortement subordonnées à l'État central.

### L’évolution vers la décentralisation
Bien que l'État togolais ait longtemps été centralisé, des efforts ont été faits pour introduire des mécanismes de décentralisation. En 2007, la Constitution du Togo a été révisée pour instaurer des principes de décentralisation, permettant la création de collectivités territoriales élues. Ces collectivités locales, tout en restant sous l’autorité de l’État, disposent désormais d’une certaine autonomie administrative et financière. Cette révision a marqué un tournant, ouvrant la voie à une plus grande participation des populations locales dans la gestion de leurs affaires.

## Le "millefeuille" territorial
Le Togo, comme beaucoup d’autres pays, souffre de la complexité de son organisation administrative, souvent qualifiée de "millefeuille territorial". Ce terme désigne ici, une superposition de niveaux administratifs qui peuvent parfois créer de la confusion et des doublons dans les fonctions administratives. Le Togo présente un certain nombre de niveaux territoriaux qui compliquent la gestion publique et le fonctionnement des services publics (tel que la confusion apparente entre les communes et les cantons).

### Les niveaux territoriaux
Le Togo est divisé en plusieurs unités administratives, à différents niveaux. Les plus importants sont les communes, les cantons, les préfectures, et les régions. Il y a en premier lieu les communes : le pays est subdivisé en communes qui sont des unités administratives gérées par un conseil municipal. Chaque commune est responsable de certains services publics locaux, de même pour les cantons qui sont le regroupement de plusieurs villages, mais, leur autonomie est limitée. Les communes sont dirigées par un maire élu, assisté d'un conseil municipal. Ensuite il y a les préfectures : au-dessus des communes et des cantons, les préfectures sont des subdivisions administratives responsables de la gestion de plusieurs communes. Elles sont dirigées par un préfet, qui est nommé par le président de la République et qui assure la coordination des politiques publiques au niveau local. Enfin, les régions : pour finir, le pays est divisé en régions, qui sont les unités administratives les plus larges. Le Togo compte cinq régions qui sont, du sud au nord : la Région maritime, la Région des Plateaux, la Région centrale, la Région de la Kara et la Région des Savanes ; chacune étant supervisée par un conseil régional. Ces régions sont dirigées par un préfet de région, nommé par le gouvernement central.
Cette hiérarchie des collectivités territoriales, bien que très importante pour la gestion du pays, pose souvent problème en termes de coordination et de coopération entre les différents niveaux administratifs.

### La réforme de décentralisation et la simplification des structures
Le processus de décentralisation amorcé par le Togo a conduit à des réformes qui visent à simplifier l’administration territoriale. Cependant, les critiques à propos du "millefeuille territorial" se font de plus en plus entendre. En 2018, des propositions ont été faites pour réduire le nombre d’échelons administratifs, en fusionnant certaines préfectures ou en augmentant le rôle des conseils régionaux. L’objectif est d’optimiser les ressources publiques et de rendre les services plus accessibles aux citoyens.

### Les services publics et l’administration
L’organisation territoriale du Togo repose sur la mise en œuvre de services publics destinés à répondre aux besoins de la population. Cela inclut l’éducation, la santé, la sécurité, et l’approvisionnement en services essentiels comme l’eau et l’électricité. Les services publics sont gérés par l’État, mais depuis la décentralisation, les collectivités territoriales jouent également un rôle important dans leur gestion.

### Les services publics au niveau local
Les services publics au Togo sont gérés par plusieurs niveaux administratifs. À la base, ce sont les communes qui gèrent une grande partie des services publics de proximité, comme l’assainissement, l’éducation primaire et secondaire, et l’état civil. Les préfectures et les régions coordonnent la gestion des services publics à une échelle plus large, par exemple en matière de santé, d’infrastructure, ou de sécurité.
Les services publics au Togo se caractérisent par une certaine centralisation des décisions et des ressources. Les projets et les budgets des collectivités territoriales sont souvent soumis à l’approbation du gouvernement central. Ce modèle est encore très marqué par le contrôle exercé par l'État, bien que des réformes aient été entreprises pour permettre une meilleure allocation des ressources et une plus grande participation locale.

### L’administration publique
L’administration publique togolaise comprend l’ensemble des structures étatiques et des fonctionnaires responsables de la mise en œuvre des politiques publiques. L’administration territoriale de l’État est organisée en fonction des circonscriptions administratives (cantons, communes, préfectures, et régions). Le service public, au Togo, repose sur plusieurs principes fondamentaux, tels que la continuité du service, l’égalité d’accès pour tous les citoyens, et l’adaptabilité aux besoins de la population.
Le rôle de l’administration publique au Togo est également de promouvoir la justice sociale et d’assurer l’équité dans la répartition des ressources à travers le pays. Toutefois, le manque de moyens, la lenteur administrative, et le clientélisme restent des défis majeurs dans la gestion des services publics.

### Vers une nouvelle organisation territoriale?
Le Togo continue de travailler sur l’amélioration de son organisation territoriale, en particulier dans le cadre de la décentralisation. En 2017, une nouvelle loi de décentralisation a été adoptée pour améliorer l’autonomie des collectivités locales et renforcer leur capacité de gestion. Cela inclut une plus grande délégation de pouvoirs et de ressources financières aux collectivités locales, ainsi que des réformes dans la formation des agents publics pour améliorer l’efficacité des services.

### Les défis de la décentralisation
Malgré ces avancées, le processus de décentralisation au Togo reste incomplet et confronté à de nombreux défis. L’une des principales difficultés réside dans la mise en place de la capacité administrative et technique des collectivités locales. Il existe également des disparités importantes entre les régions urbaines et rurales en termes de développement infrastructurel et d’accès aux services publics.
Des réformes doivent également être entreprises pour renforcer la coopération entre les différents niveaux administratifs, afin d’éviter les doublons et améliorer la coordination. Cela nécessitera de réorganiser les relations entre les communes, les préfectures, et les régions, et d’assurer une meilleure transparence dans la gestion des fonds publics.

## Collectivités territoriales

### Collectivités de droit commun

#### Régions
Le Togo est divisé en cinq grandes régions administratives (du nord au sud) : la Région des Savanes (au nord), la Région de la Kara, la Région Centrale, la Région des Plateaux et la Région Maritime (au sud).
| Région              | Superficie (km²) | Population (2022) | Chef-lieu | Localisation                 | Caractéristiques principales             | Activités dominantes                  |
| ------------------- | ---------------- | ----------------- | --------- | ---------------------------- | ---------------------------------------- | ------------------------------------- |
| Région Maritime     | 6 280            | 3 534 991         | Tsévié    | Sud, bordée par l'Atlantique | Capitale Lomé, économie portuaire        | Commerce, pêche, industrie            |
| Région des Plateaux | 17 206           | 1 635 946         | Atakpamé  | Sud-est                      | Relief accidenté, climat humide          | Culture de café et de cacao           |
| Région Centrale     | 13 101           | 795 529           | Sokodé    | Centre                       | Relief varié, carrefour commercial       | Cultures vivrières, échanges locaux   |
| Région de la Kara   | 11 588           | 985 512           | Kara      | Nord                         | Montagnes, vallées, sols fertiles        | Agriculture, production de tubercules |
| Région des Savanes  | 8 496            | 1 143 520         | Dapaong   | Extrême nord                 | Climat semi-aride, végétation de savanes | Élevage, culture de céréales          |

Ces régions sont le fruit de découpages territoriaux visant à renforcer la décentralisation et l’administration locale. Chaque région est dirigée par un préfet, représentant de l’État, nommé par décret présidentiel. Toutefois, ces entités ne disposent pas encore d’une autonomie totale en matière de gestion, cependant, des efforts sont en cours pour développer les capacités locales et renforcer les pouvoirs des collectivités territoriales.

#### Préfectures
Chaque région est subdivisée en préfectures, au nombre de 39. Ces subdivisions administratives permettent une meilleure gestion locale et la coordination des activités entre l’État central et les localités.
| Régions             | Préfectures                  | Chef-lieu      | Superficie (km²) | Population préfectorale (2022) | Population régionale totale (2022) |
| ------------------- | ---------------------------- | -------------- | ---------------- | ------------------------------ | ---------------------------------- |
| Région maritime     | Préfecture d'Avé             | Kévé           | 1 006            | 111 214                        | 3 534 991                          |
| Région maritime     | Préfecture du Golfe          | Lomé           | 214,8            | 1 315 681                      | 3 534 991                          |
| Région maritime     | Préfecture des Lacs          | Aného          | 387,6            | 241 247                        | 3 534 991                          |
| Région maritime     | Préfecture de Vo             | Vogan          | 755,4            | 224 411                        | 3 534 991                          |
| Région maritime     | Préfecture de Yoto           | Tabligbo       | 1 258            | 174 861                        | 3 534 991                          |
| Région maritime     | Préfecture du Zio            | Tsévié         | 2 164            | 500 032                        | 3 534 991                          |
| Région maritime     | Préfecture de Bas-Mono       | Afagnan        | 327,3            | 94 860                         | 3 534 991                          |
| Région maritime     | Préfecture d'Agoè-Nyivé      | Agoè-Nyivé     | 167,1            | 882 695                        | 3 534 991                          |
| Région des plateaux | Préfecture d'Agou            | Agou-Gadjepe   | 1 085            | 85 793                         | 1 635 946                          |
| Région des plateaux | Préfecture d'Akébou          | Kougnohou      | 1 130            | 73 830                         | 1 635 946                          |
| Région des plateaux | Préfecture d'Amou            | Amlamé         | 1 808            | 114 172                        | 1 635 946                          |
| Région des plateaux | Préfecture d'Anié            | Anié           | 1 967            | 180 158                        | 1 635 946                          |
| Région des plateaux | Préfecture de Danyi          | Danyi-Apéyémé  | 396,3            | 40 240                         | 1 635 946                          |
| Région des plateaux | Préfecture d'Est-Mono        | Elavagnon      | 2 599            | 164 460                        | 1 635 946                          |
| Région des plateaux | Préfecture de Haho           | Notsé          | 3 051            | 305 096                        | 1 635 946                          |
| Région des plateaux | Préfecture du Kloto          | Kpalimé        | 508              | 145 986                        | 1 635 946                          |
| Région des plateaux | Préfecture du Moyen-Mono     | Tohoun         | 594,7            | 90 505                         | 1 635 946                          |
| Région des plateaux | Préfecture d'Ogou            | Atakpamé       | 1 928            | 253 467                        | 1 635 946                          |
| Région des plateaux | Préfecture de Wawa           | Badou          | 1 209            | 101 300                        | 1 635 946                          |
| Région des plateaux | Préfecture de Kpélé          | Adéta          | 930,3            | 80 939                         | 1 635 946                          |
| Région centrale     | Préfecture de Blitta         | Blitta         | 3 128            | 163 272                        | 795 529                            |
| Région centrale     | Préfecture de Mô             | Djarkpanga     | 1 256            | 52 448                         | 795 529                            |
| Région centrale     | Préfecture de Sotouboua      | Sotouboua      | 3 154            | 138 864                        | 795 529                            |
| Région centrale     | Préfecture de Tchamba        | Tchamba        | 3 168            | 200 585                        | 795 529                            |
| Région centrale     | Préfecture de Tchaoudjo      | Sokodé         | 2 396            | 240 360                        | 795 529                            |
| Région de la Kara   | Préfecture de Kozah          | Kara           | 1 804            | 283 738                        | 985 512                            |
| Région de la Kara   | Préfecture d'Assoli          | Bafilo         | 930,4            | 66 394                         | 985 512                            |
| Région de la Kara   | Préfecture de Bassar         | Bassar         | 3 425            | 152 065                        | 985 512                            |
| Région de la Kara   | Préfecture de la Binah       | Pagouda        | 534,7            | 84 199                         | 985 512                            |
| Région de la Kara   | Préfecture de la Dankpen     | Guérin-Kouka   | 2 497            | 185 662                        | 985 512                            |
| Région de la Kara   | Préfecture de Doufelgou      | Niamtougou     | 1 151            | 84 767                         | 985 512                            |
| Région de la Kara   | Préfecture de Kéran          | Kandé          | 1 967            | 128 687                        | 985 512                            |
| Région des savanes  | Préfecture de Cinkassé       | Cinkassé       | 281,8            | 128 959                        | 1 143 520                          |
| Région des savanes  | Préfecture de Kpendjal       | Mandouri       | 1 385            | 88 365                         | 1 143 520                          |
| Région des savanes  | Préfecture de Kpendjal-Ouest | Naki-Est       | 773,5            | 123 330                        | 1 143 520                          |
| Région des savanes  | Préfecture de l'Oti          | Sansanné-Mango | 1 524            | 124 848                        | 1 143 520                          |
| Région des savanes  | Préfecture de l'Oti-Sud      | Gando          | 2 376            | 150 376                        | 1 143 520                          |
| Région des savanes  | Préfecture de Tandjouaré     | Tandjouaré     | 946,1            | 117 969                        | 1 143 520                          |
| Région des savanes  | Préfecture de Tône           | Dapaong        | 1 210            | 388 775                        | 1 143 520                          |

Les préfectures sont dirigées par des préfets qui jouent un rôle essentiel dans l’exécution des décisions gouvernementales à l’échelle locale. Les préfets veillent également à la sécurité publique, au respect des lois et à la mise en œuvre des projets de développement.

#### Communes
Depuis la réforme de la décentralisation amorcée en 2019, le Togo compte 117 communes, chacune dirigée par un conseil municipal élu au suffrage universel direct. Ces conseils municipaux sont présidés par un maire, qui constitue l’autorité exécutive locale.
| N°  | Communes         | Maire                          | Régions             | Chef-lieu |
| --- | ---------------- | ------------------------------ | ------------------- | --------- |
| 1   | Cinkassé 1       | Koundjo Nagnango               | Région des savanes  | Dapaong   |
| 2   | Cinkassé 2       | Kandjime L. Debire             | Région des savanes  | Dapaong   |
| 3   | Tône 1           | Gountante Yampoadeb            | Région des savanes  | Dapaong   |
| 4   | Tône 2           | Sibitidja Momare               | Région des savanes  | Dapaong   |
| 5   | Tône 3           | Nanmoupa Douti                 | Région des savanes  | Dapaong   |
| 6   | Tône 4           | Bantinia Blimpo                | Région des savanes  | Dapaong   |
| 7   | Kpendjal 1       | Arzoume Sambiani               | Région des savanes  | Dapaong   |
| 8   | Kpendjal 2       | Tondja Didjengou               | Région des savanes  | Dapaong   |
| 9   | Kpendjal Ouest 1 | Moali Boukari                  | Région des savanes  | Dapaong   |
| 10  | Kpendjal Ouest 2 | Komlan Mintoiba                | Région des savanes  | Dapaong   |
| 11  | Oti 1            | Seidou Baboudou                | Région des savanes  | Dapaong   |
| 12  | Oti 2            | Yentroulengue Ladani           | Région des savanes  | Dapaong   |
| 13  | Oti Sud 1        | Kwami Lamboni                  | Région des savanes  | Dapaong   |
| 14  | Oti Sud 2        | Charles Yindjido Bikoubia      | Région des savanes  | Dapaong   |
| 15  | Tandjouare 1     | Monoka Lare                    | Région des savanes  | Dapaong   |
| 16  | Tandjouare 2     | Kounsoumba Salissa             | Région des savanes  | Dapaong   |
| 17  | Kéran 1          | Kounama Kpemou                 | Région de la Kara   | Kara      |
| 18  | Kéran 2          | Adji Datibe                    | Région de la Kara   | Kara      |
| 19  | Kéran 3          | Ntcha Lapoili N'Dah            | Région de la Kara   | Kara      |
| 20  | Bassar 1         | Djani Lentame Kokou Gbati      | Région de la Kara   | Kara      |
| 21  | Bassar 2         | Adedokou Adessonkain           | Région de la Kara   | Kara      |
| 22  | Bassar 3         | Kondi Tchapo                   | Région de la Kara   | Kara      |
| 23  | Bassar 4         | Toï Hozo                       | Région de la Kara   | Kara      |
| 24  | Dankpen 1        | Nakodja Beguem                 | Région de la Kara   | Kara      |
| 25  | Dankpen 2        | Nare Tanma Tittora             | Région de la Kara   | Kara      |
| 26  | Dankpen 3        | N'Yobol Koulou                 | Région de la Kara   | Kara      |
| 27  | Kozah 1          | Pawoubadi Pidabi               | Région de la Kara   | Kara      |
| 28  | Kozah 2          | Kossiwa E. Kabiya              | Région de la Kara   | Kara      |
| 29  | Kozah 3          | Sami Essokudjowu Pissiyou      | Région de la Kara   | Kara      |
| 30  | Kozah 4          | Simféilé Adom                  | Région de la Kara   | Kara      |
| 31  | Binah 1          | Tchao Madjatom Bamaze          | Région de la Kara   | Kara      |
| 32  | Binah 2          | Ali Tatangue                   | Région de la Kara   | Kara      |
| 33  | Doufelgou 1      | Tchémi tchambi tchapkro        | Région de la Kara   | Kara      |
| 34  | Doufelgou 2      | Touni Koubonou                 | Région de la Kara   | Kara      |
| 35  | Doufelgou 3      | Abla Yassim                    | Région de la Kara   | Kara      |
| 36  | Assoli 1         | Nouhoum Salissou Abou-Bakari   | Région de la Kara   | Kara      |
| 37  | Assoli 2         | N'na Kpelafiya                 | Région de la Kara   | Kara      |
| 38  | Assoli 3         | Daouda Alassani                | Région de la Kara   | Kara      |
| 39  | Tchaoudjo 1      | Tchanilé Ouro-Gbele            | Région centrale     | Sokodé    |
| 40  | Tchaoudjo 2      | Kokolou Kiliou                 | Région centrale     | Sokodé    |
| 41  | Tchaoudjo 3      | Agoro. Sansani Tchedre         | Région centrale     | Sokodé    |
| 42  | Tchaoudjo 4      | Kpégouni Tchagnao              | Région centrale     | Sokodé    |
| 43  | Sotouboua 1      | Plibam Gnanguissa              | Région centrale     | Sokodé    |
| 44  | Sotouboua 2      | Padamilim Agbada               | Région centrale     | Sokodé    |
| 45  | Sotouboua 3      | Komlanvi Lonmou                | Région centrale     | Sokodé    |
| 46  | Mô 1             | Bayé Kloun                     | Région centrale     | Sokodé    |
| 47  | Mô 2             | Séidou Gmampoum                | Région centrale     | Sokodé    |
| 48  | Tchamba 1        | Ousmanou Katafara              | Région centrale     | Sokodé    |
| 49  | Tchamba 2        | Atiode Sita Amogou             | Région centrale     | Sokodé    |
| 50  | Tchamba 3        | Akahou Tikpa Saboutou          | Région centrale     | Sokodé    |
| 51  | Blitta 1         | Yao Bassambadi Dazimwai        | Région centrale     | Sokodé    |
| 52  | Blitta 2         | Kodjo Malou                    | Région centrale     | Sokodé    |
| 53  | Blitta 3         | Koami Kotokoli                 | Région centrale     | Sokodé    |
| 54  | Anié 1           | Tfaraba Los-Masingo Atara      | Région des plateaux | Atakpamé  |
| 55  | Anié 2           | Kokou Ogouhounde               | Région des plateaux | Atakpamé  |
| 56  | Est-Mono 1       | Tossima Katelewena             | Région des plateaux | Atakpamé  |
| 57  | Est-Mono 2       | Assitchou Kokou Tambo          | Région des plateaux | Atakpamé  |
| 58  | Est-Mono 3       | Massan Dzifa Kodko-Bakpe       | Région des plateaux | Atakpamé  |
| 59  | Moyen-Mono 1     | Djidjole Mensah Pierre Awity   | Région des plateaux | Atakpamé  |
| 60  | Moyen-Mono 2     | Mawouna Fantodji               | Région des plateaux | Atakpamé  |
| 61  | Agou 1           | Patrick Kodjovi Sénam Bolouvi  | Région des plateaux | Atakpamé  |
| 62  | Agou 2           | Koofi Sessime Sakpa            | Région des plateaux | Atakpamé  |
| 63  | Danyi 1          | Kossivi Wonyra                 | Région des plateaux | Atakpamé  |
| 64  | Danyi 2          | Komla Bawa Semedo              | Région des plateaux | Atakpamé  |
| 65  | Akébou 1         | Yawo Sodagni                   | Région des plateaux | Atakpamé  |
| 66  | Akébou 2         | Koffi Bedou Owoussou           | Région des plateaux | Atakpamé  |
| 67  | Kpélé 1          | Komla Apedoh Batchey           | Région des plateaux | Atakpamé  |
| 68  | Kpélé 2          | Komlan Xolali Dotsou           | Région des plateaux | Atakpamé  |
| 69  | Kloto 1          | Yawo Winny Dogbatse            | Région des plateaux | Atakpamé  |
| 70  | Kloto 2          | Mensah Abots-Dzegbla           | Région des plateaux | Atakpamé  |
| 71  | Kloto 3          | Kossi Mawuli Amuaku            | Région des plateaux | Atakpamé  |
| 72  | Ogou 1           | Yawa Ahofa Kouigan             | Région des plateaux | Atakpamé  |
| 73  | Ogou 2           | Noumonvi Agounkey              | Région des plateaux | Atakpamé  |
| 74  | Ogou 3           | Kossivi Dedete Thadee          | Région des plateaux | Atakpamé  |
| 75  | Ogou 4           | Noumonvi Guegue                | Région des plateaux | Atakpamé  |
| 76  | Amou 1           | Kossi Woledji                  | Région des plateaux | Atakpamé  |
| 77  | Amou 2           | Meyebine-Esso Kwame Gnassingbe | Région des plateaux | Atakpamé  |
| 78  | Amou 3           | Yao Obibiaboe Essiomle         | Région des plateaux | Atakpamé  |
| 79  | Wawa 1           | Yao Ogah Assamoah              | Région des plateaux | Atakpamé  |
| 80  | Wawa 2           | Koudjo Bossiade                | Région des plateaux | Atakpamé  |
| 81  | Wawa 3           | Yao Kounalè Wletou             | Région des plateaux | Atakpamé  |
| 82  | Haho 1           | Yawovi Sefenu                  | Région des plateaux | Atakpamé  |
| 83  | Haho 2           | Sossou Ayidote                 | Région des plateaux | Atakpamé  |
| 84  | Haho 3           | Kossi Adaïsso                  | Région des plateaux | Atakpamé  |
| 85  | Haho 4           | Wanta Ranougo Badombena        | Région des plateaux | Atakpamé  |
| 86  | Avé 1            | Kodjo Alexandre Aziabu         | Région Maritime     | Tsévié    |
| 87  | Avé 2            | Kwaku Ayawli                   | Région Maritime     | Tsévié    |
| 88  | Bas-Mono 1       | Anani Djogbessi                | Région Maritime     | Tsévié    |
| 89  | Bas-Mono 2       | Atsou Eklou                    | Région Maritime     | Tsévié    |
| 90  | Yoto 1           | Kossi Amegnonan                | Région Maritime     | Tsévié    |
| 91  | Yoto 2           | Yawavi Adjra                   | Région Maritime     | Tsévié    |
| 92  | Yoto 3           | Kokou Degbe                    | Région Maritime     | Tsévié    |
| 93  | Vo 1             | Atissovi Afande                | Région Maritime     | Tsévié    |
| 94  | Vo 2             | Kokou Messan Gnavo             | Région Maritime     | Tsévié    |
| 95  | Vo 3             | Kodjo Minogblon                | Région Maritime     | Tsévié    |
| 96  | Vo 4             | Kodjo Ezian                    | Région Maritime     | Tsévié    |
| 97  | Lacs 1           | Alexis John C.D. Aquereburu    | Région Maritime     | Tsévié    |
| 98  | Lacs 2           | Amavi Bénoit Mensah            | Région Maritime     | Tsévié    |
| 99  | Lacs 3           | Edoé Gunn                      | Région Maritime     | Tsévié    |
| 100 | Lacs 4           | Folly Kuevidjin                | Région Maritime     | Tsévié    |
| 101 | Zio 1            | Sodjedo Messan Agogno          | Région Maritime     | Tsévié    |
| 102 | Zio 2            | Adjo Agbaglo                   | Région Maritime     | Tsévié    |
| 103 | Zio 3            | Koffi Atsou Dzene              | Région Maritime     | Tsévié    |
| 104 | Zio 4            | Etse Franck Sego               | Région Maritime     | Tsévié    |
| 105 | Agoé-Nyivé 1     | Akoété Adanboubou              | Région Maritime     | Tsévié    |
| 106 | Agoé-Nyivé 2     | Koffi Djabakou Bolor           | Région Maritime     | Tsévié    |
| 107 | Agoé-Nyivé 3     | Yawo Adonkanu                  | Région Maritime     | Tsévié    |
| 108 | Agoé-Nyivé 4     | Adamou Abdoulaye               | Région Maritime     | Tsévié    |
| 109 | Agoé-Nyivé 5     | Afiwa Enyonam Gbodzo           | Région Maritime     | Tsévié    |
| 110 | Agoé-Nyivé 6     | John Siabi K-Koumah Aglo       | Région Maritime     | Tsévié    |
| 111 | Golfe 1          | Koamy Gbloekpo Gomado          | Région Maritime     | Tsévié    |
| 112 | Golfe 2          | Kokou Sénamé Amaglo            | Région Maritime     | Tsévié    |
| 113 | Golfe 3          | Alawo Adjayi Kamal             | Région Maritime     | Tsévié    |
| 114 | Golfe 4          | Jean Pierre Fabre              | Région Maritime     | Tsévié    |
| 115 | Golfe 5          | Kossi Agbenyega Aboka          | Région Maritime     | Tsévié    |
| 116 | Golfe 6          | Koffi Dagbovie                 | Région Maritime     | Tsévié    |
| 117 | Golfe 7          | Koffi Aimé Djikounou           | Région Maritime     | Tsévié    |

Les communes représentent le niveau de base de l’administration locale et disposent de compétences variées telles que la gestion de l’éducation primaire et de la santé de proximité, l'aménagement du territoire et l'urbanisme, la gestion des marchés locaux et infrastructures communales etc.
Cependant, des défis importants demeurent comme l'insuffisance des ressources financières et humaines ou encore le manque d’équipements pour l’administration locale.

### Collectivités à statut particulier

#### Grand Lomé
La capitale togolaise, Lomé, et ses environs disposent d’un statut spécial. L’agglomération de Lomé est administrée par le District Autonome du Grand Lomé (DAGL), créé en 2016. Cette entité assure la gestion des infrastructures stratégiques (port, aéroport), la collecte des déchets et l’aménagement urbain.
Le DAGL est dirigé par un gouverneur nommé par le président de la République. Bien que cette structure soit équipée pour gérer les défis propres à une métropole, elle fait face à des problèmes tels que l’expansion urbaine non planifiée et les défis environnementaux,.

### Défis et perspectives
La décentralisation au Togo est en constante évolution. Les principales perspectives incluent sur le renforcement des capacités locales telles que la formation des cadres locaux pour mieux gérer les communes, l'augmentation des ressources locales avec une diversification des sources de financement, avec une amélioration de la gouvernance : une transparence dans la gestion des projets communaux.
Le gouvernement togolais, avec le soutien des partenaires internationaux comme l’Union Européenne et le PNUD, travaille à relever ces défis.

## Établissements publics

### Typologie des établissements publics
Au Togo, comme dans d'autres pays, les établissements publics jouent un rôle essentiel dans la mise en œuvre des politiques publiques. Ces institutions sont juridiquement distinctes de l'État et bénéficient d'une autonomie administrative et financière, bien qu'elles demeurent sous le contrôle de celui-ci. Deux grandes catégories d'établissements publics sont identifiées au Togo :
- Les établissements publics à caractère administratif (EPA) : Ces structures sont destinées à gérer des missions d'intérêt général non commerciales, comme l'éducation, la santé, ou les infrastructures de base. Elles fonctionnent principalement sous le régime du droit public. Par exemple, l'Université de Lomé est un EPA destiné à l'enseignement supérieur et à la recherche.
- Les établissements publics à caractère industriel et commercial (EPIC) : Ces institutions remplissent des missions d'intérêt général à caractère économique, telles que la gestion de services publics marchands ou la production de biens. Les EPIC togolais incluent des organisations comme la Société Togolaise des Eaux (TdE) ou la Compagnie énergie électrique du Togo (CEET), qui opèrent selon des règles mêlant droit public et droit privé.

D'autres catégories spécifiques existent, telles que les établissements publics à caractère scientifique, culturel et professionnel, bien que leur structuration reste moins avancée comparée à celle de pays comme la France.

### Organisation territoriale des établissements publics
Les établissements publics au Togo disposent également d'une organisation territoriale adaptée aux réalités locales. Cela leur permet d'étendre leur couverture pour répondre aux besoins des différentes régions administratives.

### Coopération intercommunale
La coopération intercommunale au Togo est en développement. Inspirée des pratiques internationales, elle vise à renforcer les capacités des collectivités territoriales à gérer ensemble certains services publics et à mutualiser leurs ressources. Les établissements publics de coopération intercommunale (EPCI) sont encore rares, mais des initiatives comme l'Agence Nationale d'Appui au Développement à la Base (ANADEB) soutiennent les groupements de collectivités pour des projets communs.

#### Typologie des structures intercommunales
1. Communautés de développement local (CDL) : Ces entités regroupent plusieurs communes pour des projets spécifiques, comme l'accès à l'eau potable ou la gestion des déchets.
2. Syndicats intercommunaux : Bien que peu formalisés, ils existent de manière informelle dans certaines régions pour gérer des services communs, comme les marchés locaux ou les routes rurales.
3. Pôles métropolitains : En projet dans des grandes villes comme Lomé, ces structures visent à coordonner le développement économique, les transports et l’urbanisme à une échelle supra-communale.

### Établissements publics locaux et sécurité civile

#### Services départementaux et locaux
Au Togo, la sécurité civile est en grande partie assurée par des structures centralisées, mais le rôle des collectivités locales s'accroît. Par exemple, les services locaux de pompiers et de secours sont appuyés par l'État pour intervenir en cas d'incendies ou de catastrophes naturelles. Ces services sont encore en structuration, avec l'objectif de créer des services départementaux d'incendie et de secours (SDIS) inspirés du modèle français.

#### Agences de développement économique
Créées par l'État ou les collectivités locales, les agences de développement économique au Togo, comme l'Agence Togolaise de Développement à la Base (ANADEB), visent à promouvoir le développement économique inclusif en soutenant les initiatives locales. Ces agences agissent en partenariat avec les acteurs privés et internationaux pour renforcer les capacités économiques des territoires.

### Entreprises publiques locales
Les entreprises publiques locales (EPL) occupent une place centrale dans le paysage togolais. Elles sont souvent des sociétés anonymes à participation publique majoritaire. Les Sociétés d'économie mixte (SEM), comme la TdE et la CEET, sont des exemples d'entités responsables de services essentiels à la population.
Quatre types d'EPL peuvent être identifiés :
- Sociétés d'économie mixte (SEM) : gestion de l'eau, de l'énergie ou des télécommunications.
- Sociétés publiques locales (SPL) : gestion des infrastructures publiques comme les ports ou les aéroports.
- Sociétés d'économie mixte à opération unique (SEMOP) : projets spécifiques dans des secteurs comme l'immobilier ou les transports.
- Sociétés publiques locales d'aménagement (SPLA) : responsables de la planification et de l’aménagement urbain, notamment à Lomé.

### Découpage électoral

#### Élections locales
Les dernières élections municipales, tenues en 2019, ont marqué un tournant dans la décentralisation du pays. Les communes sont désormais gérées par des conseils municipaux élus, ce qui renforce leur autonomie et leur capacité à répondre aux besoins locaux.

#### Élections législatives
Le pays est divisé en circonscriptions législatives pour l'élection des députés à l'Assemblée nationale. Ces circonscriptions correspondent aux préfectures, avec une représentation basée sur la population de chaque région.

#### Élections présidentielles
Pour les élections présidentielles, le pays constitue une seule circonscription nationale, où le candidat ayant obtenu la majorité des suffrages exprimés est élu président.

## Organisations territoriales intégrées complexes
Le Togo, comme d'autres pays, connaît une gestion intégrée dans plusieurs grands domaines de services, mobilisant l’État, les collectivités territoriales, et les établissements publics. Ces acteurs interviennent chacun dans leurs domaines de compétence et à différents niveaux de gestion territoriale afin de fournir des services efficaces à la population. Cependant, l’imbrication complexe des différents partenaires peut poser des problèmes de lisibilité pour l’usager. Deux exemples de gestion intégrée complexe au Togo peuvent être détaillés : la gestion de l’eau et la gestion des crises.

### Gestion intégrée de l’eau
La gestion de l’eau au Togo s’inscrit dans une approche participative et intégrée, axée sur les bassins versants. Ce processus associe les différents acteurs concernés, notamment l’État, les agences publiques, les collectivités locales, les ONG, et les partenaires internationaux. L’objectif est de favoriser une gestion coordonnée des ressources en eau et d’assurer un équilibre entre les besoins économiques, sociaux et environnementaux.
La mise en œuvre de cette gestion repose sur :
- L’Autorité du Bassin du Mono (ABM) : une structure intergouvernementale regroupant le Togo et le Bénin pour gérer les ressources hydriques du fleuve Mono.
- La Direction Générale des Ressources en Eau (DGRE) : un organisme national qui supervise la gestion de l’eau à l’échelle nationale.
- Les comités locaux : Ces structures, telles que les comités de gestion des forages, impliquent les communautés locales dans la gestion et la maintenance des infrastructures hydrauliques.

Les enjeux majeurs comprennent l’amélioration de l’accès à l’eau potable, la préservation des écosystèmes aquatiques, et la résilience face aux impacts du changement climatique, notamment à travers des projets nationaux et régionaux de reforestation et de gestion durable des bassins,.

### Gestion de crise
La gestion des crises au Togo est également intégrée, mobilisant l’ensemble des acteurs du territoire en fonction de l’événement et des compétences de chacun. L’approche repose sur des principes similaires à ceux observés en France, bien que les dispositifs soient adaptés aux spécificités locales.
1. Cadre légal et organisation :
  - La gestion des crises repose sur des lois nationales de sécurité civile qui définissent les rôles des institutions et des acteurs à différents niveaux territoriaux.
  - Le maire est le premier responsable des opérations pour les crises localisées à l’échelle communale, tandis que le préfet coordonne les interventions pour les crises dépassant les limites communales.
  - Au niveau national, la gestion des crises est supervisée par le ministère de la Sécurité et de la Protection Civile.
2. Outils et dispositifs de planification :
  - Plan Orsec-Togo : Adapté pour coordonner les secours en cas de catastrophes naturelles (inondations, glissements de terrain).
  - Plan de gestion des épidémies : Mobilisé pour des crises sanitaires comme l’épidémie d’Ebola en Afrique de l’Ouest.
  - Comités locaux de sécurité civile : Créés dans les préfectures pour anticiper et gérer les risques à l’échelle locale.

Ces dispositifs sont appuyés par des partenaires internationaux, comme la CEDEAO et l’Union Africaine, qui renforcent les capacités techniques et logistiques pour répondre efficacement aux crises,.

### Enjeux de lisibilité pour l’usager
La complexité des systèmes de gestion intégrée, qu’il s’agisse de l’eau ou des crises, peut entraîner des difficultés pour les usagers à identifier clairement les interlocuteurs responsables ou à comprendre les mécanismes d’intervention. Pour améliorer la lisibilité, le Togo travaille à :
- Renforcer la communication entre les différentes strates institutionnelles.
- Simplifier les outils de gestion et les rendre accessibles aux communautés locales.
- Développer des plateformes numériques pour centraliser et diffuser les informations sur les services publics[22].